# World Top
World Top是台灣男子音樂團體Ozone的歌曲，也是作為Ozone即將在8月3日於台北小巨蛋舉辦「World Top」演唱會的主題曲。這首歌在2024年5月3日由台灣索尼音樂娛樂發行，並於同年5月25日在Hito流行音樂獎首次演出。World Top在風格上是「登上世界之巔的王者氣勢」，並且由崔惟楷負責填詞，紀佳松、Daniel Kim、Carlos Okabe負責作曲，而紀佳松也另外擔任這首歌曲的製作人。

## 背景與發行
Ozone在2023年底完成三場跨年演出後，對新聞媒體表示他們在空檔之餘時會投入創作歌曲，儘管這些由他們做的Demo歌曲作品均未被經紀公司台灣索尼音樂娛樂採納使用，但這些成員不放棄地繼續創作歌曲，並計畫在2024年發行新專輯。2024年4月底，台灣索尼音樂娛樂發布Ozone成員們的應援色，也宣布Ozone將展開「攻頂計畫」，其中包括每個月發行一首新單曲，因此在5月3日正式發行新單曲World Top。
World Top發行後，Ozone在5月19日宣布受邀出席Hit FM聯播網舉辦的2024年Hito流行音樂獎，並且在5月25日頒獎典禮當天首次表演這首歌曲。幾天之後，經紀公司在Ozone官方社群平台釋出官方音樂錄影帶預告，並且在5月30日正式公開這首歌曲的音樂錄影帶。

## 音樂製作
World Top在歌曲製作上是由曾經和韓國男子團體東方神起、EXO等藝人合作的紀佳松負責，另外與Daniel Kim、Carlos Okabe一起共同作曲，而Carlos Okabe也負責這首歌曲的編曲。歌詞部分主要由崔惟楷負責填詞，而Ozone成員李哲言則是創作這首歌曲的饒舌部分。製作人紀佳松表示在製作這首歌曲時為了要展現Ozone的王者氣勢，他決定以高能量的嘻哈風格（英語：High Energy Hip-Hop）來著手，其中在歌曲開頭以歡呼、軍鼓、電吉他、重擊的低音帶來呈現，並象徵Ozone王者凱旋來臨。到了歌曲主要部份以Ozone每個成員的清楚辨明歌聲來展現各個成員的個人特質，並且在副歌部分以歡聲雷動的節奏來展現Ozone登上World Top的熱血沸騰。另外，這首歌在混音方面攜手曾經擔任韓國知名歌手IU、TWICE、(G)I-DLE、ITZY、Seventeen等御用混音師GU JONG-PIL負責，而在整首歌曲的呈現上是一首長3分10秒、每分鐘156拍的F小調歌曲。

## 商業成績
根據KKBOX官方公布的榜單，World Top在發行當天登上於台灣華語新歌日榜登上第13名，並且在3天後登上第9名。儘管這首歌曲在新歌榜的排行在5月7日降至第10名，但World Top在之後的新歌排行榜持續往上爬，直到5月11日登上最高排名第2，僅次於Energy的星期五晚上。在台灣KKBOX華語單曲榜，於發行當日登上第56名，並於5月6日登上第29名，雖然它的排行一度降至第33名，但在5月9日排行大幅度上升，最終5月11日登上最高排名第7。到了台灣KKBOX華語新歌周榜，這首歌曲登上5月3日周榜第8名，並且在一周後登上該榜單的最高排名第3，而在台灣華語單曲周榜部分，於發行首周登上第31名，並於一周後登上最高排名第10。在香港，World Top在5月4日登上香港華語新歌榜第51名，並於5月13日登上最高排名第17。
除此之外，台灣Hit FM聯播網在5月24日公布World Top登上5月13-19日的中文周榜第8名，並於一周後登上最高排名第4。6月3日，iRadio金曲榜公布這首歌曲登上該榜單冠軍。

## 音樂錄影帶
World Top音樂錄影帶是由蘇聖擔任總導演，與之前的音樂錄影帶相比，這次的音樂錄影帶有磅礡的場景部局和華麗的舞台，等著Ozone站上王者之巔。在這部音樂錄影帶當中，Ozone身穿全白色的西裝，並且在王冠舞台上勁歌熱舞，宛如回到他們出道歌曲O.A.O.的音樂錄影帶拍攝環節。另外他們首次嘗試全黑色服裝造型並且弄上一些亮片元素，在聚光燈照射之下更顯得燦爛，並帶領24位舞者一起跳這首歌曲。在個人場景當中，通過鑽、銀、鏡中的反射和折射來呈現出鑽石的內部面向，其中周子翔在鏡面炫球沙龍中展現他的電眼魅力，林佳辰在環繞他自己的鏡子那處展現他的王者氣場，李哲言在紅毯上表現他的才藝，林煥鈞用他的姿態將觀眾的目光拉回到晶簾幻象空間裡，黃文廷在銀鍊巨環吊燈上展現他的才華，而最後周祖安待在未來電梯裡等待其餘成員們會合後一起準備攻頂。由於World Top的歌曲風格和舞蹈呈現有別於之前發行的歌曲，因此音樂錄影帶導演安排了K-POP音樂錄影帶常用的「定格拍攝」手法。

## 製作名單
以下資訊可從官方音樂錄影帶取得。

| 歌曲製作 - 作詞：崔惟楷 - 作曲：紀佳松（Future Sound）、Daniel Kim 、Carlos Okabe - 饒舌作詞：李哲言 - 製作人：紀佳松（Future Sound） - 配唱製作人：紀佳松（Future Sound） - 編曲：Carlos Okabe - Additional Synth Programming：紀佳松（Future Sound） - 和聲編寫：Daniel Kim 、紀佳松（Future Sound） - 和聲：洪偉翊（Future Sound）、Daniel Kim、紀佳松（Future Sound） - 錄音師：紀佳松（Future Sound）、洪偉翊（Future Sound） - 錄音室：FUTURE SOUND STUDIO - 混音師：GU JONG-PIL@KLANG STUDIO - 母帶後期製作人：紀佳松（Future Sound） - 母帶後期錄音師：Kwon Namwoo@821 Sound Mastering | 音樂錄影帶製作 - 彩妝：Claire Cheng、Queena、希希、二十一克拉工作室 - 髮型：Tim Lu、BeN Kuong、Sean Yu @UNDER hair - 造型：Quenti Lu - 造型助理：Poga Lin、Meng Jung Lee、Meng Jing Chiu - 舞者造型：邱念 - Costume production：邱念 - 舞蹈造型助理：張秦、小芳 - 舞蹈編排：小艾、林采樂 ＠Sugar….. - 平面攝影：曾崇倫 - 幕後花絮：莊曜陽、吳曉蘆 - 導演：蘇聖 - 攝影師：李金勳 - 攝影大助：胡晉瑋、王子禎 - 攝影助理：陳致瑋、廖奕婷、朱奕琛、陳韋鈞 - 燈光師：彭嘉慶 - 燈光大助：張星培、楊鈺銘 - 燈光助理：林柏傑、鄧侑禮、朱家葆 - 燈光實習：游易軒 - 美術指導：陳顥元 - 美術執行：黃弘輝 - 美術助理：黃靖硯 - 美術場務：余家寶、陳涵哲、黃國賓、劉秉洋 - 製片：李婷婷 - 製片場務：唐偉誠、余國傑 - 片場、燈光器材：阿榮影業 - 攝影器材：旋轉牧馬 - 搖臂：樂天影業 - 美術支援：林子筠、許盛崴、王仕純 - 後期：蘇聖 - 3D：龔爰 - 舞者：劉履均、翁維志、田縣令、蔡孟洺、潘律綸、蕭艾迪、蕭振輝、鄭建逢、許煒頡、賴翊鎧、張文奕、姜名宥、黃培峰、林柏凱、金正于、蘇俊瑋、陳品勳、王珉宇、連兆緯、鄭郁翰、何冠廷、曹菀妮、吳冠誠、張鎧 |

## 榜單表現
| 排行榜（2024年） | 最高 排名 |
| ---------------- | --------- |
| 台灣（新歌日榜） | 2         |
| 台灣（單曲日榜） | 7         |
| 台灣（新歌周榜） | 3         |
| 台灣（單曲周榜） | 10        |
| 香港（新歌日榜） | 17        |

| 排行榜（2024年）     | 最高 排名 |
| -------------------- | --------- |
| 台灣（Hito中文榜）   | 2         |
| 台灣（iRadio金曲榜） | 1         |